# La Bête errante
La Bête errante est un film dramatique français de Marco de Gastyne sorti en 1931.

## Synopsis
Hurricane part chercher de l'or en Alaska par amour. À son retour, la jeune fille ne l'a pas attendu. Il repart alors vers Flossie qu'il a rencontrée dans un bar de montagne.

## Fiche technique
- Titre : La Bête errante
- Réalisation : Marco de Gastyne
- Société de production : Pathé-Natan
- Pays de production :  France
- Langue : français
- Format : Noir et blanc - Son mono - 1,37:1
- Genre : Drame - Western
- Durée : 84 minutes
- Date de sortie : 
  - France : 23 août 1932

## Distribution
- Gabriel Gabrio : Gregory
- Maurice Maillot : Hurricane
- Os-Ko-Mon : Villi Kins
- Choura Milena : Flossie
- Jacqueline Torrent : Daisy
- Emile Denois
- Andrews Engelmann
- Alberte Gallé
- Teddy Michaud
- Germaine Michel